# 哈扬·所罗门
哈扬·所罗门（英語：Haym Salomon，1740年4月7日—1785年1月6日），美國猶太裔商人和金融家。所罗门出生於波蘭，在美国獨立戰爭時期移居美國紐約。他在美国獨立戰爭時，與羅拔摩爾斯共同資助大陆军對抗英軍，以脱离大英帝国獨立。並曾經在戰事的最後阶段—約克鎮圍城戰役中，以出售匯票的方式幫助華盛頓，將對法國人的欠債轉換成現金，幫助大陆军渡過其財政危機。
哈扬·所罗门是共济会成员，提供了绝大部分北美独立运动所需资金，并在其后拯救新政府使其免于破产。据《大不列颠百科全书》记载，哈扬·所罗门前后总共为北美殖民地政府及其领袖提供了大约60万美元的资助，以2005年美元價值計算，相當於39,264,947,368.42美元，也就是将近400亿美元，如果算上利息则已将近上千亿美元。